# HMS Sikh (F82)
HMS Sikh (L82/F82/G82) là một tàu khu trục lớp Tribal được chế tạo cho Hải quân Hoàng gia Anh Quốc trước Chiến tranh Thế giới thứ hai. Nó đã phục vụ trong Thế Chiến II cho đến khi bị đánh chìm bởi hỏa lực pháo phòng thủ duyên hải ngoài khơi Tobruk, Bắc Phi vào tháng 9 năm 1942.

## Thiết kế và chế tạo
Sikh được đặt hàng cho hãng Alexander Stephen and Sons tại Glasgow, Scotland trong Chương trình Chế tạo Hải quân 1935. Nó được đặt lườn vào ngày 24 tháng 9 năm 1936, được hạ thủy vào ngày 17 tháng 12 năm 1937, và nhập biên chế vào ngày 12 tháng 10 năm 1938.

## Lịch sử hoạt động
Vào năm 1941, đang khi thuộc quyền Bộ chỉ huy Stokes, Sikh đã tham gia vào việc truy đuổi và tiêu diệt thiết giáp hạm Bismarck của Hải quân Đức. Trong đêm trước khi Bismarck bị đánh chìm, nó đã phóng một loạt bốn quả ngư lôi vào đối phương, tự nhận đã bắn trúng đích một quả sau khi nghe một tiếng nổ dưới nước, nhưng thực ra không có quả nào trúng đích.
Sau đó Sikh được điều động sang khu vực Địa Trung Hải trong thành phần Lực lượng H. Vào ngày 13 tháng 12 năm 1941, nó đã cùng HMS Legion, HMS Maori và chiếc HNLMS Isaac Sweers của Hà Lan đánh chìm các tàu tuần dương Ý Alberico da Barbiano và Alberto di Giussano. Đến ngày 4 tháng 8 năm 1942, nó cùng với HMS Zulu, HMS Croome và HMS Tetcott đánh chìm tàu ngầm U-boat U-372 ngoài khơi Haifa.
Vào ngày 14 tháng 9, Sikh và Zulu cho đổ bộ lực lượng biệt kích Comando rồi hỗ trợ cho Chiến dịch Agreement, một cuộc đột kích vào Tobruk. Sikh bị một khẩu đội phòng không FlaK 88 mm bắn trúng và đắm ở tọa độ 32°5′52″B 24°0′0″Đ / 32,09778°B 24°Đ; 115 thành viên thủy thủ đoàn đã thiệt mạng trong trận này, nhiều người khác bị bắt làm tù binh. Zulu cũng bị hư hại rồi bị trúng bom và chìm trong ngày hôm sau.